# Église de l'Assomption d'Orniac
L'église de l'Assomption est l'église du village d'Orniac dans le département du Lot. Elle est dédiée à l'Assomption de la Bienheureuse Vierge Marie et dépend pour le culte du diocèse de Cahors. L'église est référencée à la base Mérimée et à l'inventaire de l'Occitanie.

## Histoire et description

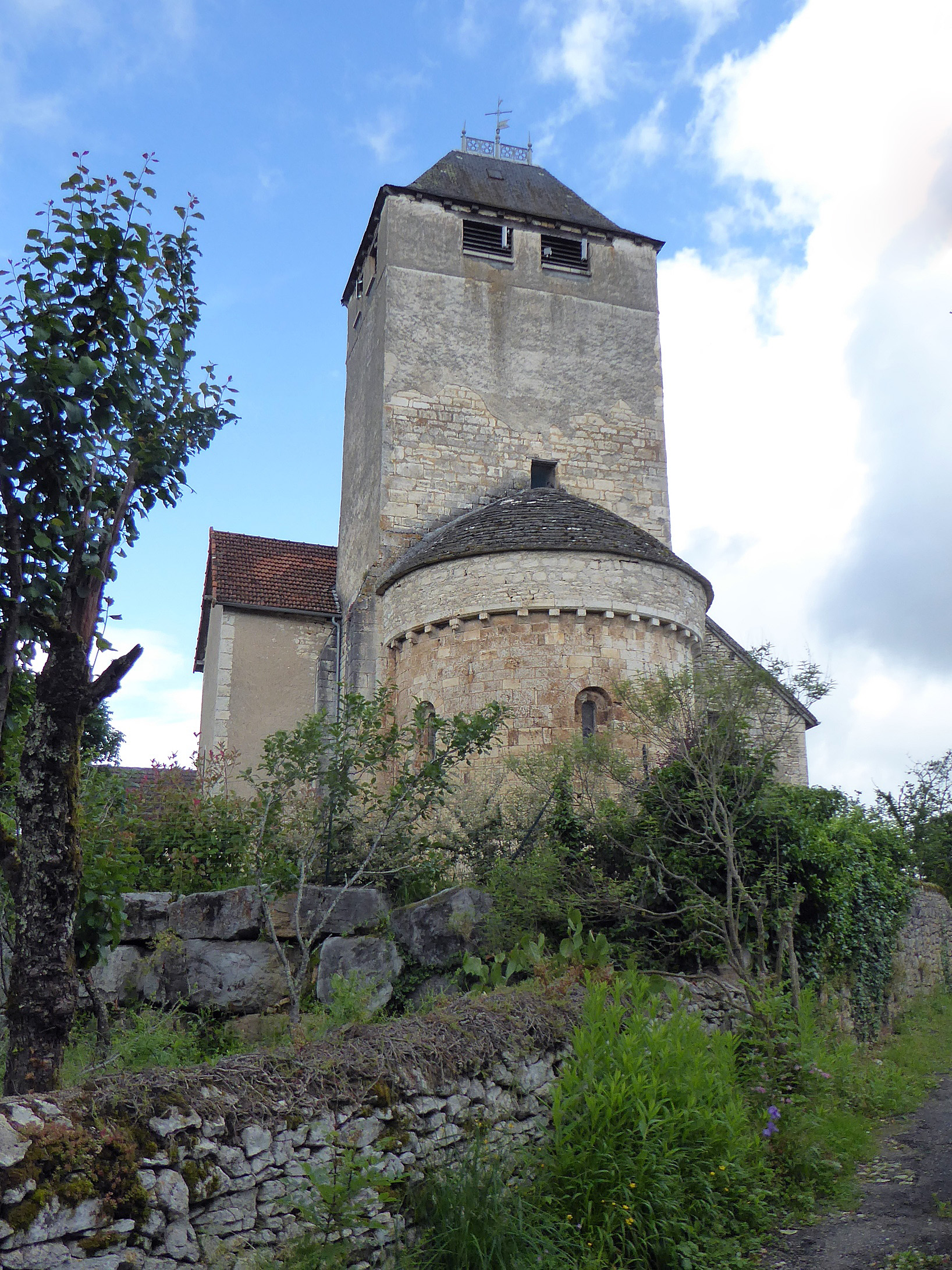
Chevet et clocher.

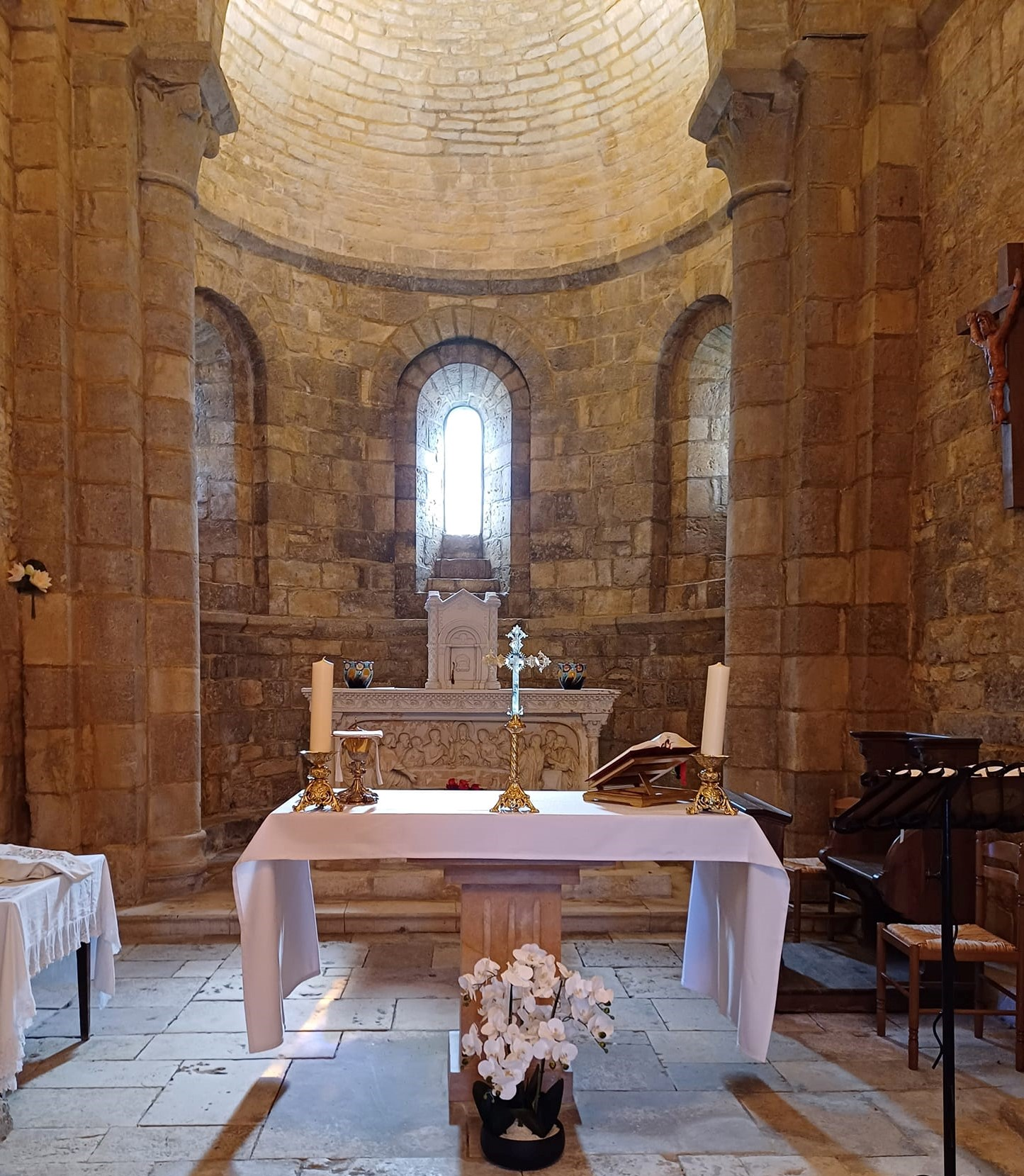
Chœur de l'église.

L'église est construite à la fin du XIIe siècle et au début du XIIIe siècle. De cette époque seuls subsistent le clocher recouvert d'ardoises, le chœur en cul de four et la travée du chœur. Au début du XIVe siècle, la paroisse dépend de Saint-André de Cahors. L'église Notre-Dame-de-l'Assomption est vandalisée par les huguenots en 1586.
L'église d'Orniac est fermée pendant la Terreur et ses biens vendus en 1796 (grange, maison presbytérale, parcelle de terre). Au milieu du XIXe siècle, un incendie ravage la nef; mais la commune est trop pauvre pour entamer des travaux tout de suite. Ils ne sont réalisés qu'en 1883-1889. Avec la loi de séparation de 1905, elle devient propriété de la commune. L'on remarque les modillons stylisés remarquable à l'extérieur de l'abside.
L'édifice a été restauré en 2022-2023, grâce à la vente de l'ancien presbytère par la municipalité d'Orniac. Elle est en plan de croix latine avec une nef à une seule travée et deux chapelles formant un transept. L'imposant clocher roman défensif domine la travée du chœur. Le chevet est percé de trois fenêtres romanes.